# Санта Барбара-Виспикеу (Вибо Валенција)
Санта Барбара-Виспикеу је насеље у Италији у округу Вибо Валенција, региону Калабрија.
Према процени из 2011. у насељу је живело 22 становника. Насеље се налази на надморској висини од 72 м.